# ليدي فلورا هاستينغز
ليدي فلورا إليزابيث راودون هاستينغز (بالإنجليزية: Lady Flora Hastings)‏ (مواليد 11 فبراير 1806 - الوفاة 05 يوليو 1839)، كانت تنتمي للطبقة الأرستقراطية في بريطانيا وعملت كوصيفة لوالدة الملكة فيكتوريا، دوقة كينت. تسببت وفاتها في فضيحة ملكية، وضعت الملكة في موقف حرج.ودُفنت في كنيسة وندن كيرك بالقرب من قلعة وندن، اسكتلندا

## العائلة
ليدي فلورا هي ابنة فرانسيز راودون هاستينغز، أول ماركيز لهاستينغز(1754–1826)؛ وفلورا موري كامبل، سادس كونتيسة لوندن(1780–1840). حظت فلورا بمحبة اخواتها: جورج، وصوفيا، وسلينا، وأديليدا.

## الشائعات
اُتهمت ليدي فلورا بوجود علاقة بينها وبين جون كونروي، مُفضل دوقة كينت.

### خلفية الشائعات
لم تكن الملكة فيكتوريا على وفاق مع كونوري. و لربما كان ذلك سببًا العداء والكره بين ليدي فلورا والملكة؛ بالإضافة إلى كره ليدي فلورا لبارنوس لويس ليزين، الصديق المفضل للملكة ومعلمها، ولورد ميلبوم، رئيس الوزراء.
كانت ليدي فلورا باعتبارها وصيفة دوقة كينت جزءًا لا يتجزء من خطة كونوري؛ لمساعدة الدوقة في إبعاد فيكتوريا عن أعمامها في هانوفر. وربما تكون قد تورطوت في محاولات كونروي الشنيعة المتواصلة لإجبار فيكتوريا لتوقيع أمر الوصاية، حتى خلال مرضها الخطير. لهذه الأسباب، كرهت فيكتوريا هاستينغز واشتبهت بها، وأصبحت محلًا للشبهات حول كل ما يصيب كونوري أو مساعديه.
بمجرد أن اعتلت فيكتوريا العرش في حزيران 1837، قامت بكل المحاولات لإبقاء اسرتها، وهاستينغز وكونروي، في مناطق بعيدة عن قصر باكنغهام. لكنها سرعان ما اكتشفت عدم قدرتها على إبعادهم وحدها، كونها امرأة غير متزوجة في ذلك الوقت، لكنها على الأقل استطاعت إبعاد والدتها وكونروي وجميع شركائهم عنها بقدر الإمكان. حتى توفى كونروي، واستطاع الأمير ألبرت إحداث المصالحة بين فيكتوريا ودوقة كينت.

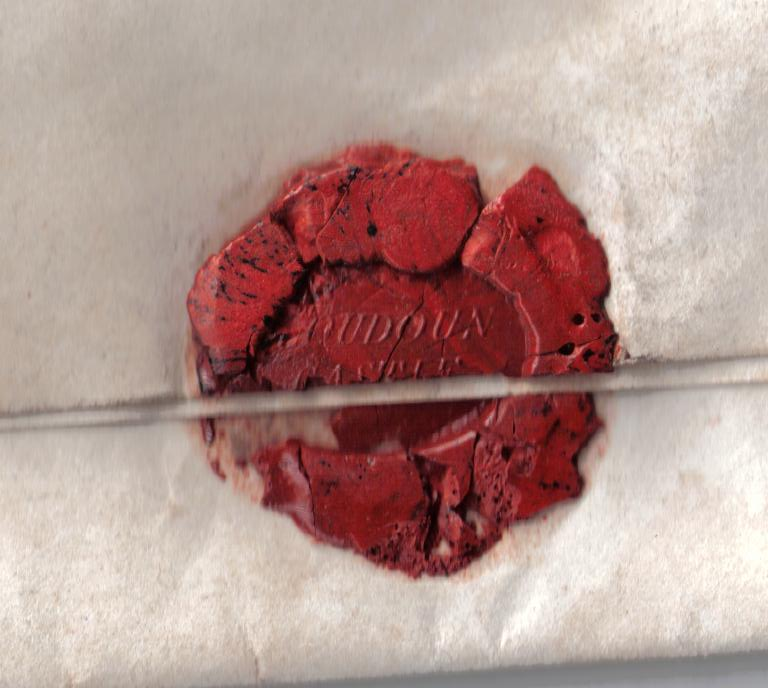
ختم هاستينغز على خطاب كتبته

### 1839
بدأت هاستينغز الشعور بألام وتورم أسفل بطنها، في وقت ما في عام 1839؛ فزارت طبيب البلاط الملكي، السير جيمس كلارك، الذي لم يتمكن من تشخيص حالتها دون الفحص، الذي رفضت هاستينغز إجراءه. ظن كلارك بدايةً أن هذا التورم ناتج عن الحمل، والتقى بهاستينغز مرتين خلال أسبوع واحد خلال 10 يناير و 16 فبراير؛ ولأن السيدة فلورا لم تكن متزوجة تم التستر على حملها. لكن الدوقة بارونيس ليزين (المعروفة أيضًا بمنشأة شاي ما بعد الظهيرة) والبارونة ليزين، اللتان لم تكونا على وفاق مع السيدة فلورا، قاما بنشر خبر حملها وأدعت الدوقة أن السير جون كونري هو الأب المحتمل للطفل.
وبعد أن وافقت ليدي فلورا على إجراء الفحص البدني، وشُخصت بالسرطان أصبحت الدوقة والبارونة والملكة بنفسها في موقف محرج أمام العامة؛ لتشويههم سمعة امرأة بريئة.
بعد أن علمت باقتراب أجلها، كتبت ليدي فلورا في عام 1839 إلى والدتها في موضوع بطولة إجلينتون المقبلة؛ معربة عن قلقها أن واحدًا من الفرسان قد يقتل في هذه الرياضة العنيفة.

### الوفاة
توفت ليدي فلورا في لندن يوم 5 يوليو 1839، عن عمر يناهز 33 عامًا. ودفنت في قلعة وندن، في منزل عائلتها.
أثار شقيقها اللورد هاستينغز، وكونوري حملة صحفية ضد كل من الملكة والدكتور كلارك؛ بسبب التشهير بليدي فلورا، والتآمر ضدها وضد أسرتها بأكملها. كما أدانت حملتهم أيضا «زملاء الملكة المتآمرين» في صحيفة مورنينج بوست، البارونة ليذين وليدي تافيستوك؛ لأنهم هم من روجوا إشاعة الحمل الكاذبة. ولم تحظ هذه المحاولات بالنتائج المرجوة من تشويه سمعة الملكة وإجبارها على تعيين كونروي في منصب مقرب منها. حيث أصرت فيكتوريا على أن كونروي لا ينبغي أن يكون قريب من العرش بأي طريقة. و في العام التالي، جاء خبر زواجها وحملها في صالح استعادة شعبيتها مرة أخرى.
كانت هاستينغز شاعرة أيضًا. ومن أشهر أعمالها، قصائد ليدي فلورا هاستينغز، التي نشرتها شقيقتها صوفيا (والدة ثالث مركيز من بوتيه) بعد وفاتها.

## في الثقافة الشعبية
جسدت الممثلة الايرلندية جينيفيف أورايلي شخصية ليدي فلوراعام 2009 في فيلم فيكتوريا الصغيرة.

## وصلات خارجية
- ليدي فلورا هاستينغز على موقع الموسوعة البريطانية (الإنجليزية)